# 佐々木利和
佐々木 利和（ささき としかず、1948年(昭和23年)5月29日 - ）は、日本の文化人類学者、北海道大学特任教授、東京国立博物館名誉館員。

## 経歴
北海道足寄郡陸別町生まれ。1967年北海道稚内高等学校卒業、札幌管区気象台稚内地方気象台技術課勤務。68年退職。1976年國學院大學文学部文学科日本文学専攻二部卒業。1979年法政大学大学院人文科学研究科日本史学専攻修士課程修了。2000年「アイヌ絵誌の研究」で早稲田大学より博士（文学）の学位を取得。1982年東京国立博物館資料部資料第三研究室長、学芸部考古課主任研究官、資料部資料第二研究室長、学芸部資料課民族資料室長、2004年文化庁文化財部美術学芸課主任文化財調査官（歴史資料部門）、2006年国立民族学博物館先端人類科学研究部教授、2010年北海道大学アイヌ・先住民研究センター教授。2012年同特任教授。文化庁文化審議会専門委員、アイヌ文化振興・研究推進機構理事、アイヌ政策推進会議委員。

## 著書

### 単著
- 『アイヌ文化誌ノート』吉川弘文館 歴史文化ライブラリー、2001 ISBN　9784642055284、オンデマンド版 ISBN　9784642755283
- 『アイヌ絵誌の研究』草風館、2004
- 『アイヌ史の時代へ : 余瀝抄』北海道大学出版会、2013

### 共編著
- 『アイヌ語地名資料集成』編 草風館、1988
- 『古代の蝦夷 北日本縄文人の末裔』工藤雅樹共著 河出書房新社 歴史博物館シリーズ、1992
- 『在独日本文化財総合目録』1‐3 ビルギト・マヤー共編 国書刊行会、2003‐06
- 『アイヌの道』（街道の日本史）古原敏弘、児島恭子共編 吉川弘文館、2005
- 『博物館概論』新訂 松原茂、原田一敏共編著 放送大学教育振興会、2007
- 『博物館資料論』新訂 本多俊和、湯山賢一共編著 放送大学教育振興会、2008
- 『博物館展示論』松原茂、原田一敏共編著 放送大学教育振興会、2012